# Льежская консерватория

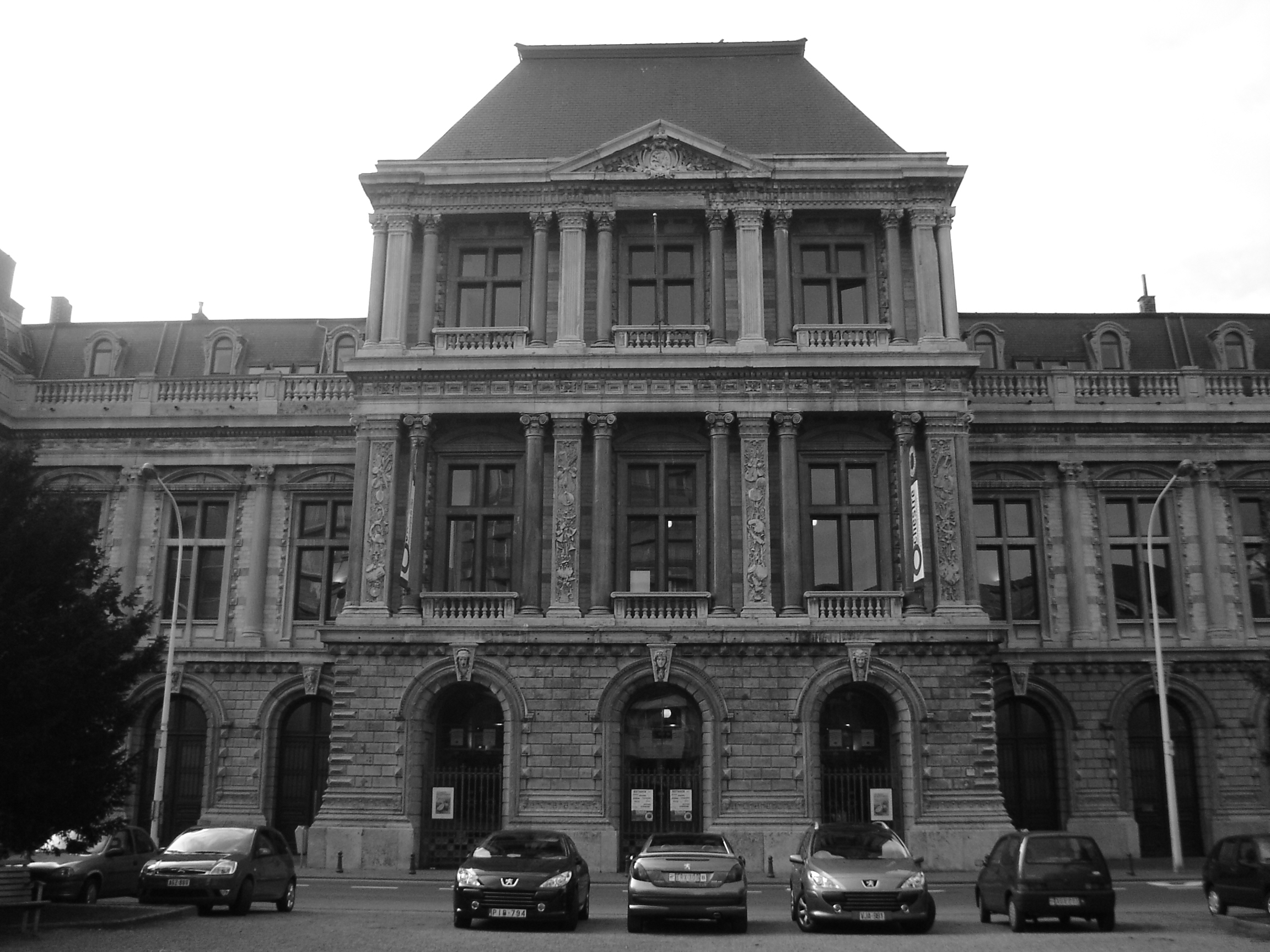
Льежская Королевская консерватория

Льежская Королевская консерватория (нидерл. Koninklijk Conservatorium Luik, фр. Conservatoire royal de Liège) — бельгийская консерватория, расположенная в городе Льеже. Одна из четырёх Королевских консерваторий Бельгии.

## История
Основа будущей консерватории была заложена в 1826 году учреждением по указу короля Нидерландов Виллема I Королевской школы музыки и пения. Школа открылась в 1827 году, имея в своём составе всего 10 преподавателей и 35 учеников. После обретения Бельгией независимости она была 10 ноября 1831 г. преобразована в Льежскую королевскую консерваторию, став первой из четырёх Королевских консерваторий страны. К 1850 году в Льежской консерватории обучалось уже 200 учеников, работали 23 преподавателя, к 1873 году число учащихся выросло до 316.
В 1877 году празднование 50-летия консерватории вылилось в грандиозный музыкальный фестиваль в присутствии королевской семьи. После этого было принято решение о строительстве для консерватории нового здания, которое было сдано в эксплуатацию в 1887 году. Инаугурационные концерты также стали крупным событием в музыкальной жизни страны; особое внимание музыкальной критики привлекло совместное выступление четырёх выдающихся скрипачей страны: Мартена Марсика, Эжена Изаи, Сезара Томсона и Родольфа Массара.

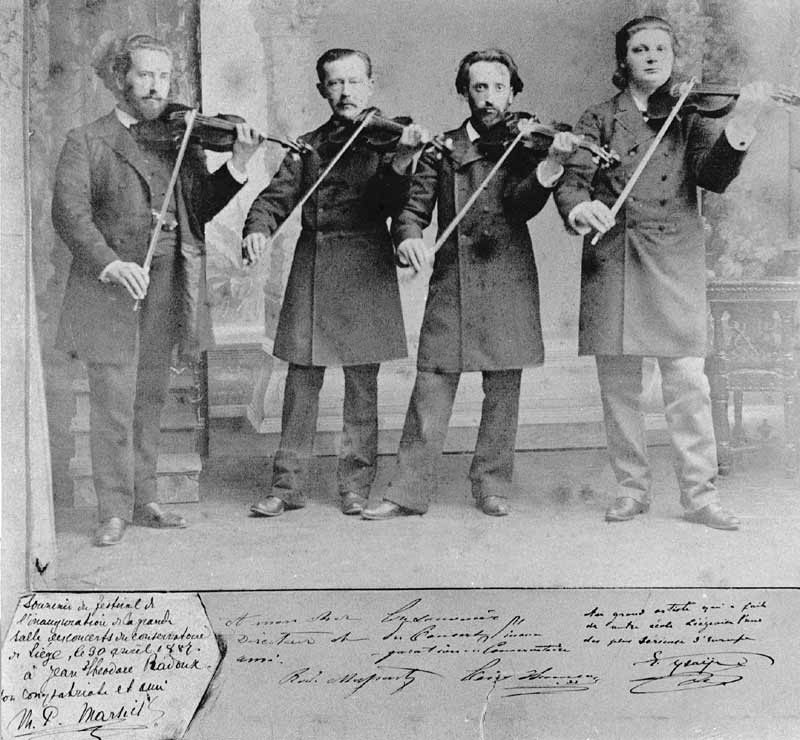
Скрипачи Марсик, Массар, Томсон и Изаи на открытии нового здания Льежской консерватории (1887)

Зал консерватории является основной концертной площадкой Льежского филармонического оркестра.

## Директора консерватории
- 1827—1862 : Луи Жозеф Доссуань
- 1862—1871 : Этьенн Субр
- 1872—1911 : Жан Теодор Раду
- 1911—1925 : Сильвен Дюпюи
- 1925—1938 : Франсуа Расс
- 1938—1963 : Фернан Кине
- 1963—1976 : Сильвен Вуймен
- 1976—1986 : Анри Пуссёр
- 1986—2012 : Бернар Декез
- с 2012 г. : Стив Убан

## Известные преподаватели и выпускники
- Бетти, Адольфо
- Бусманс, Филипп
- Гурме, Оливье
- Изаи, Эжен
- Йонген, Леон
- Марсик, Мартен Пьер
- Ржевски, Фредерик
- Томсон, Сезар
- Франк, Сезар